# HQE²R
HQE²R est l'acronyme d'une démarche pour la transformation durable d'un quartier.
Elle est issue d'un projet européen coordonné par le CSTB et cofinancé par la Commission européenne, de début juillet 2001 à fin mars 2004 portant sur l’intégration du développement durable dans les projets d’aménagement et de renouvellement urbain à l’échelle des quartiers et leurs bâtiments (« sustainable renovation of buildings towards sustainable neighbourhoods »).
Ce projet réunissait 11 partenaires (centres de recherche et universités) et 13 municipalités (Angers, Cannes, etc.) issus de 7 pays (la France, l’Espagne, l’Italie, l’Allemagne, le Royaume-Uni, le Danemark et les Pays-Bas). 
La démarche HQE2R est une démarche intégrée de développement durable qui est structurée sur 6 principes d'action, 5 objectifs et 21 cibles de développement durable (lesquelles sont déclinées ensuite en 61 indicateurs). Elle comprend de nombreux outils opérationnels pour la transformation durable des quartiers tels que la méthode HQDIL pour élaborer un diagnostic partagé de developpement durable d'un quartier (ou territoire) :
- le modèle ENVI (Environmental impacts) d'évaluation environnementale d'un projet urbain ou d'un territoire (modèle rebaptisé SILENE par EDF)
- le modèle INDI (Indicators impact) d'évaluation d'un projet de quartier ou d'un quartier au regard du développement durable
- l'échelle de participation HQE2R

Les outils de cette démarche peuvent être utilisés indépendamment les uns des autres comme à d'autres échelles territoriales que le quartier. Ainsi le modèle INDI a été utilisé pour l'élaboration du SCoT de Lorient.
À l'issue du projet européen, les partenaires ont décidé de créer un réseau pour continuer à échanger des informations sur ces thématiques du développement urbain durable et ont créé l'association HQE2R devenue ensuite lors de sa première assemblée générale SUDEN (Sustainable Urban Development European Network).